# Красні Гори (Ульяновська область)
Красні Гори (рос. Красные Горы) — село в Сурському районі Ульяновської області Російської Федерації.
Населення становить 3 особи. Входить до складу муніципального утворення Лавинське сільське поселення.

## Історія
Від 2004 року входить до складу муніципального утворення Лавинське сільське поселення.

## Населення
| 2010 |
| ---- |
| 3    |